# Thecabius kelloggi
Thecabius kelloggi är en insektsart. Thecabius kelloggi ingår i släktet Thecabius och familjen långrörsbladlöss. Inga underarter finns listade i Catalogue of Life.